# 諾爾斯章克申 (加利福尼亞州)
諾爾斯章克申（英語：Knowles Junction）是位於美國加利福尼亞州馬德拉縣的一個非建制地區。該地的面積和人口皆未知。

## 地理
諾爾斯章克申的座標為37°12′10″N 119°54′33″W / 37.20278°N 119.90917°W，而該地的平均海拔高度為272米（即892英尺）。